# José Gavica
José Eduardo Gavica Peñafiel (Guayaquil, 8 gennaio 1969) è un ex calciatore ecuadoriano, di ruolo centrocampista.

## Caratteristiche tecniche
Centrocampista offensivo, tra i suoi punti di forza vi erano la creatività, la vivacità e l'abilità tecnica.

## Carriera

### Club
Giunto nella prima squadra del Barcelona di Guayaquil, sua città natale, nella stagione 1988, vinse il suo primo torneo nazionale nell'annata seguente. Nel 1990 prese parte al secondo posto del club in Coppa Libertadores. Nel campionato 1991 fu uno degli elementi determinanti per la vittoria della Serie A. Fece poi parte della rosa del Barcelona nelle vittoriose campagne 1995 e 1997. Nel 1998 fu inviato in prestito all'Everton di Viña del Mar, in Cile. Terminato questo periodo, fu ceduto in via definitiva al Delfín, società di Manta. Nel 1999 segnò 15 reti, mettendo così a referto la sua annata più prolifica a livello realizzativo. Nel 2003 tornò al Barcelona; nello stesso anno, durante l'incontro tra Barcelona e Técnico Universitario, subì un grave infortunio (frattura del perone) e dovette saltare molti incontri. Disputò i campionati 2005 con l'El Nacional di Quito, in cui già aveva militato nel 2002: non giocò molto durante quei tornei, registrando 6 presenze e una rete; a fine stagione poté nuovamente fregiarsi del titolo di campione d'Ecuador. Chiuse poi la carriera al Macará, nel 2006.

### Nazionale
Debuttò in Nazionale maggiore il 6 agosto 1992. Fu convocato per la prima volta per una competizione ufficiale in occasione della Copa América 1993. Esordì nella competizione il 15 giugno a Quito contro il Venezuela, subentrando a Raúl Avilés al 70º minuto. Anche contro gli Stati Uniti entrò al posto di Avilés, stavolta al 64º. Fu poi impiegato contro il Paraguay. Nel 1996 debuttò nelle qualificazioni al campionato del mondo 1998; il 24 aprile contro il Perù segnò una rete al 78º, due minuti dopo essere entrato in campo. Un anno più tardi fu nuovamente scelto per rappresentare il proprio Paese nel corso della Copa América. Disputò tutto il torneo da titolare, realizzando un gol contro il Cile. Giocò l'ultima gara in Nazionale il 12 febbraio 2003.

## Palmarès

### Club

#### Competizioni nazionali
- Campionato ecuadoriano: 5

Barcelona: 1989, 1991, 1995, 1997
El Nacional: Clausura 2005